# Mardin
Mardin (kurdsky Mêrdîn; arabsky: ماردين; syrsky: ܡܪܕܝܢ) je město v jihovýchodním Turecku a správní středisko mardinské provincie. Leží v hornaté oblasti tureckého Kurdistánu cca 20 km od syrských hranic. Město je známé svou unikátní architekturou. Ve městě žije 86 948 obyvatel (2012); většinu tvoří etničtí Kurdové a Arabové.
V Mardinu je velké množství středověkých památek, islámských mešit a medres i křesťanských kostelů a klášterů.
Oblast Mardinu je trvale obydlená od dob starověku a byla významnou křižovatkou obchodních cest mezi Mezopotámií, Anatolií a Sýrií.